# Potifar

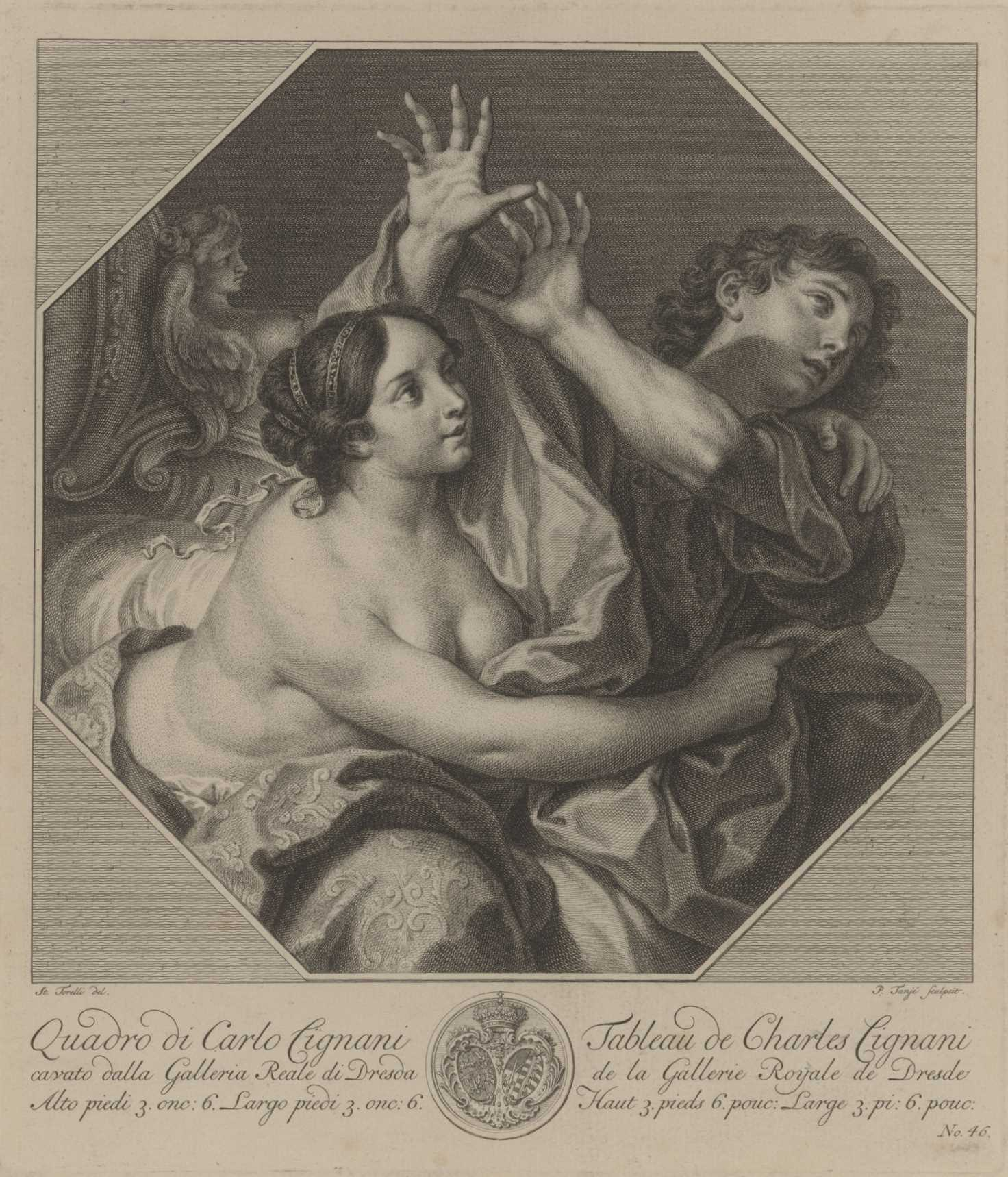
Joseph und die Frau des Potiphar, Kupferstich nach einem Gemälde von Carlo Cignani

Potifar (hebräisch פּוֹטִיפַר pōṭip̄ar; auch Potiphar) ist der Name eines hohen Beamten eines altägyptischen Pharaos in der biblischen Josefsgeschichte (Gen 37,36  und Kapitel 39 ).

## Name
Beim Namen פּוֹטִיפַר pōṭip̄ar handelt es sich um die hebräische Variante eines ägyptischen Namens, dabei kommen zwei Namensgebungen in Frage:
- Als Kurzform von פּוֹטִי פֶרַע pōṭî p̄æraʿ geht der Name auf ägyptisch p3-ḏj-p3-Rʻ zurück, dessen Bedeutung mit „Der, den Re gegeben hat“ angegeben wird. Dieser Name ist seit der 25. Dynastie, möglicherweise bereits seit der 21. Dynastie, mehrfach belegt.
- Als eigenständiger Name geht er auf ägyptisch p3-ḏj-pr-‘3 „Der, den Pharao gegeben hat“ zurück.

Die semantische Differenzierung von פּוֹטִיפַר pōṭip̄ar und פּוֹטִי פֶרַע pōṭî p̄æraʿ steht in Einklang mit den Ämtern, die beiden Amtsträgern in der Josefgeschichte zugeschrieben wird.
Die Septuaginta gibt beide Namen mit Πετεφρης Petephrēs wieder, was verkennt, dass es sich in der Bibel um zwei verschiedene Namensträger handelt.
In der Vulgata werden beide Namensträger unterschieden. Sie überträgt den Namen פּוֹטִיפַר pōṭip̄ar mit Putiphar.

## Biblischer Bericht
Gen 37,36  und Gen 39,1  stellen Potifar mit Rang- und Amtstitel vor. Am ägyptischen Hof hat er den Status eines סָרִיס sāris „Eunuch“, „Beamter, Vertrauter“. Da Potifar verheiratet war und es für Eunuchen im alten Ägypten nur wenige Belege gibt, ist hier von der allgemeineren Stellung des „Beamten“ auszugehen. Dies korrespondiert mit ägyptisch srs n prs „persische Hofbeamte“. Seine konkrete Funktion ist der שַׂר הַטַּבָּחִים śar haṭabbāḥim „Befehlshaber der Leibwache“, wobei es sich vermutlich um eine militärische Führungsposition handelt (vgl. 2 Kön 25,8 ff  u. ö.). Dass Potifar Josef ins Gefängnis werfen ließ, wirft die Frage auf, ob er auch für das pharaonische Gefängniswesen verantwortlich sowie ein „Scharfrichter“ war.
Potifar kaufte Josef, den Sohn Jakobs, von den Midianitern bzw. Ismaeliten (Gen 37,36  und 39,1 ). Aufgrund von Josefs Tüchtigkeit setzte er ihn zum Hausverwalter ein (Gen 39,19 f ).
Als Potifars Frau Josef der versuchten Vergewaltigung bezichtigte – anders als Potifar weiß der Leser, dass es sich um eine Lüge handelt –, wurde Potifar zornig und ließ Josef ins Gefängnis – „den Ort, an dem die Gefangenen des Königs in Haft gehalten wurden“ – werfen (Gen 39,19 f ).

## Wirkungsgeschichte

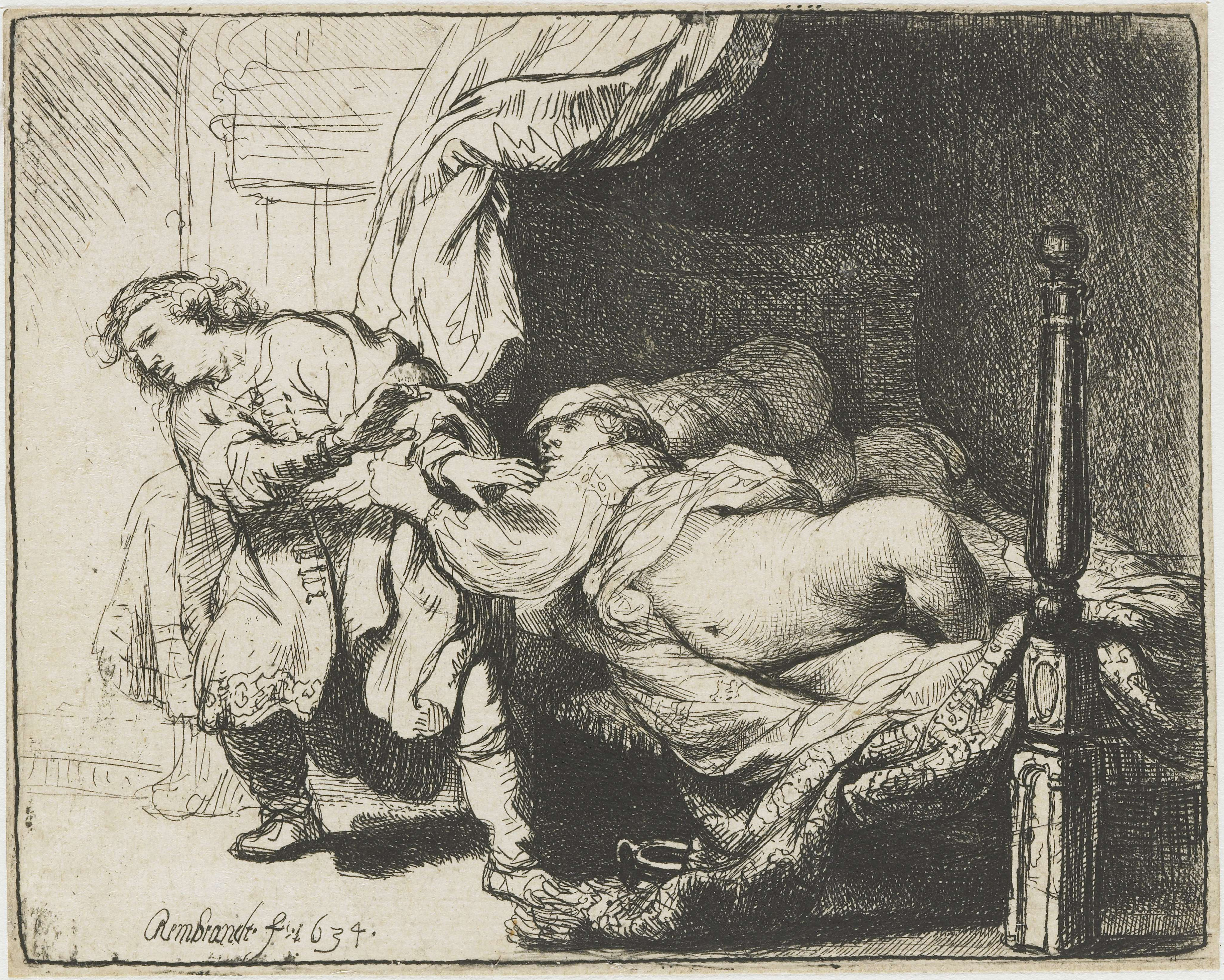
Rembrandt – Joseph und Potiphars Weib, um 1634

Die Wirkungsgeschichte von Potifar bezieht sich in erster Linie auf seine Frau und deren Auseinandersetzung mit Josef.
Im Buch der Jubiläen ist Potifar „Eunuch des Pharao, Oberkoch und Priester der Stadt Heliopolis“ (Jub 34,11).
Philo von Alexandrien beschreibt in De Josepho die Entwicklung von Josef zum idealen Staatsmann, wobei Potifar, der ihn zum obersten Hausverwalter einsetzte, eine wichtige Rolle spielt: Diese Aufgabe diente als Vorschule für den späteren Staatsdienst. Jedoch läge das Verwaltungsamt bereits in Josefs Natur.
Bei Josephus erfährt Potifar eine größere Würdigung: Er schätzte Josef, ließ ihn in den freien Künsten unterrichten und behandelte ihn besser als seine übrigen Diener, was durch die vermeintliche Affäre zu einem Ende kam.
Im Gegensatz zur biblischen Erzählung beschreibt die Josefsure im Koran, dass Potifar die falschen Anschuldigungen seiner Frau erkennt und Josef von der Schuld freispricht (vgl. Sure 12:28 f).

## Parallelen
- Ägyptisches Zweibrüdermärchen (vor 1200 v. Chr.)

Das volkstümliche Potifar-Thema findet sich auch in der griechischen Mythologie und Literatur:
- Anteia (nachhomerisch auch Stheneboia genannt), Gemahlin von Proitos von Tiryns, und Bellerophon
- Hippolyte (nach anderen Quellen lautete ihr Name Astydameia), Gemahlin des Akastos (Sohn des Pelias), und Peleus
- Phaidra, Gemahlin des Theseus, und ihr Schwiegersohn Hippolytos
- Manto und Abrokomes im Roman Abrokomes und Anthia des Xenophon von Ephesos

## Rezeption
- Joseph und die Frau des Potiphar; Gemälde von Bartolomé Esteban Murillo
- Joseph und Potiphars Frau; Gemälde von Rembrandt van Rijn